# 水呑町
水呑町（みのみまち）は、広島県沼隈郡にあった町。現在の福山市の水呑町・水呑向丘・水呑三新田1.2丁目にあたる区域。
当地では福岡県久留米から伝習を受けた木綿織産業が1887年（明治20年）ごろから盛んとなり、1950年（昭和25年）ごろから木綿織が広幅織に変化し、織物産業が発展した。

## 地理
沼隈半島の東側付け根に位置する。
- 海洋：瀬戸内海
- 河川：芦田川[2]

## 歴史
- 1889年（明治22年）4月1日、町村制の施行により、沼隈郡水呑村が単独で村制施行し、水呑村が発足[1][2]。
- 1947年（昭和22年）8月1日、町制施行し水呑町となる[1][2]。
- 1956年（昭和31年）9月30日、福山市に編入され廃止[1][2]。

### 地名の由来
神功皇后が征西の際、箕島（簑島）で休憩し水を呑んだとの故事による。

## 産業
- 農業、花筵、織物業[2]

## 交通

### 鉄道
- 1913年（大正2年）鞆軽便鉄道（鞆鉄道線）福山-鞆間開通[2]。水呑駅、水呑薬師駅などを開設[2]。

### 港湾
- 水呑漁港[2]

## 教育
- 1872年（明治5年）土井（居）に啓蒙所開設[2]。以後、1873年（明治6年）対蓑小学校、1876年（明治9年）水呑小学校と変遷[2]。